# Yellow Submarine
Yellow Submarine là album phòng thu thứ 10 của ban nhạc The Beatles, được thực hiện cùng George Martin, phát hành ngày 17 tháng 1 năm 1969 tại Anh bởi Apple Records. Đây là bản soundtrack của bộ phim cùng tên, ra mắt 7 tháng trước đó. Đây là một sản phẩm ra đời vào một khoảng thời gian đặc biệt của ban nhạc khi các thành viên có nhiều tranh cãi. Yellow Submarine là một trong những album hiếm hoi của The Beatles không được đánh giá cao về mặt chuyên môn.

## Danh sách ca khúc
Tất cả các ca khúc được viết bởi Lennon-McCartney, các sáng tác khác được ghi chú bên cạnh.
| Mặt A | Mặt A                                                                  | Mặt A                | Mặt A      |
| STT   | Nhan đề                                                                | Hát chính            | Thời lượng |
| ----- | ---------------------------------------------------------------------- | -------------------- | ---------- |
| 1.    | "Yellow Submarine" (nguyên gốc là đĩa đơn từ Revolver)                 | Starr                | 2:40       |
| 2.    | "Only a Northern Song" (George Harrison)                               | Harrison             | 3:24       |
| 3.    | "All Together Now"                                                     | McCartney với Lennon | 2:11       |
| 4.    | "Hey Bulldog"                                                          | Lennon với McCartney | 3:11       |
| 5.    | "It's All Too Much" (Harrison)                                         | Harrison             | 6:25       |
| 6.    | "All You Need Is Love" (nguyên gốc là đĩa đơn từ Magical Mystery Tour) | Lennon               | 3:51       |

Tất cả các ca khúc được viết bởi George Martin, các sáng tác khác được ghi chú bên cạnh.
| Mặt B | Mặt B                                                                  | Mặt B      |
| STT   | Nhan đề                                                                | Thời lượng |
| ----- | ---------------------------------------------------------------------- | ---------- |
| 1.    | "Pepperland"                                                           | 2:21       |
| 2.    | "Sea of Time"                                                          | 3:00       |
| 3.    | "Sea of Holes"                                                         | 2:17       |
| 4.    | "Sea of Monsters"                                                      | 3:37       |
| 5.    | "March of the Meanies"                                                 | 2:22       |
| 6.    | "Pepperland Laid Waste"                                                | 2:19       |
| 7.    | "Yellow Submarine in Pepperland" (Lennon–McCartney, hòa âm bởi Martin) | 2:13       |

## Đánh giá chuyên môn
| Đánh giá chuyên môn  | Đánh giá chuyên môn |
| Nguồn đánh giá       | Nguồn đánh giá      |
| Nguồn                | Đánh giá            |
| -------------------- | ------------------- |
| Allmusic             | [ 1 ]               |
| Blender              | [ 2 ]               |
| Pitchfork Media      | (6.2/10)            |
| Rolling Stone        | [ 4 ]               |
| Consequence of Sound | [ 5 ]               |

Không có được nhiều đánh giá tích cực, đây có thể coi là album tồi nhất của The Beatles. Đây là một trong số ít các ấn bản của họ không đứng đầu trong bất kể bảng xếp hạng nào ở Anh cũng như ở Mỹ, dù rằng nó cũng đạt vị trí số 1 theo tờ RPM của Canada trong 2 tuần, thay thế Album trắng đứng đầu suốt 12 tuần trước đó. Tại Mỹ, Yellow Submarine vươn lên được vị trí số 2 cũng dưới chính Album trắng. The Beatles chưa bao giờ coi Yellow Submarine là một album phòng thu chính thức của họ, kể từ khi họ thay đổi quan điểm và những kế hoạch chung.

## Yellow Submarine EP
The Beatles có cho phát hành một album trộn lẫn vài ca khúc dưới dạng mono, kèm với đó là một ca khúc mới chưa từng phát hành "Across the Universe". Bản EP từng được chỉnh sửa song chưa từng được bày bán. Ban nhạc chỉ phát hành nó tại Anh.
Mặt A
1. "Only a Northern Song"
2. "Hey Bulldog"
3. "Across the Universe"

Mặt B
1. "All Together Now"
2. "It's All Too Much"